# كابرجولين
كابرجولين (الأسماء التجارية Caberlin, Dostinex and Cabaser)، من مشتقات فطر الارغوت، وهو ناهض قوي يعمل على مستقبلات الدوبامين D2. وقد بينت الدراسات على الفئران أنالكابرجولين له تأثيرمباشر مثبط على خلايا لاكتوتروف الموجودة بالغدة النخامية (البرولاكتين). وكثيراً ما يستخدم كخط العلاج الأول لأورام الغدة النخامية التي تفرزالبرولاكتين (البرولاكتينوماس) بسبب قوة التجاذب بينه وبين مستقبلات D2 وأيضاً قلة حدة آثارها الجانبية وملاءمة جدول الجرعات مقارنة بالبروموكريبتين الذي كان يستخدم سابقاً.

## تاريخه
تم تصنيع كابيرجولين في البداية من قبل علماء يعملون في شركة الادوية الإيطالية فارميتاليا-كالرلو ايربا سبافي ميلان في عام 1981/82 ، الذين كانوا يقومون بالتجارب على المشتقات النصف مصنعة من قلويات فطر الارغوت. شركة فارميتاليا-كالرلو ايربا اشترتها فارماسيا في عام 1992، التي بدورها اشترتها شركة فايزر في عام 2002. وقد أقر الدواء من إدارة الغذاء والدواء الأمريكية في 23ديسمبر 1996. أصبح الكابرجولين دواء عام في أواخر عام 2005 عقب انقضاء براءة الاختراع الأميركية.

## الملكية الفكرية
فارميتاليا قد متطلب براءة اختراع للكابرجولين في عام 1982م، وقد اصدرت الولايات المتحدة براءة الاختراع رقم 4,526,892فيتموز/يوليو 1985.

## علم الأدوية
على الرغم من أن الكابرجولين يوصف أساسا بأنه ناهض لمستقبلات الدوبامينD2، غير أنه يمتلك أيضا تأثير كبير على مستقبلات D3،D4،5-HT1A،5-HT2A،5-HT2B،5-HT2C،α2B-، وتأثير متوسط/منخفض على مستقبلاتD1و5-HT7. يعمل الكابرجولين كناهض في كل من هذه المستقبلات باستثناء5-HT7وα2b، حيث أنه يعمل كمثبط لها
=== موجز الارتباط ===.
| المستقبل | قوة الارتباط | التأثير   |
| -------- | ------------ | --------- |
| HT1A     | 20.0         | ناهض      |
| 5-5-HT1B | 479          | غير معروف |
| 5-5-HT1D | 8.71         | غير معروف |
| 5-5-HT2A | 6.17         | ناهض      |
| 5-5-HT2B | 1.17         | ناهض      |
| 5-5-HT2C | 692          | ناهض      |
| α1A      | 288          | غير معروف |
| α1B      | 60.3         | غير معروف |
| α1D      | 166          | غير معروف |
| α2A      | 12           | غير معروف |
| α2B      | 72.4         | مثبط      |
| α2C      | 22.4         | غير معروف |
| β1       | >10,000      | غير معروف |
| β2       | >10,000      | غير معروف |
| D1       | 214          | ناهض      |
| D2S      | 0.62         | ناهض      |
| D2L      | 0.95         | ناهض      |
| D3       | 0.79         | ناهض      |
| D4       | 56.2         | ناهض      |
| D5       | 22.4         | غير معروف |

## الحرائك الدوائية
بعدتناول جرعة واحدة عن طريق الفم، يكون ارتشاف الكابرجولين من الجهاز الهضمي متغير بشكل كبير، والذي يحدث عادة خلال 0.5إلى4 ساعات. لا يغير البلع مع الغذاء معدل الامتصاص. لم يتم تحديد التوافر البيولوجي عند الإنسان وذلك لانه مصنع للاستخدام عن طريق الفم فقط، أما في الفئران والجرذان فإن التوافر الحيوي المطلق قد وجد ليكون 30 و 63في المائة، على التوالي. يتم استقلاب الكابرجولين بسرعة وعلى نطاق واسع في الكبد ويفرز في العصارة الصفراء، وإلى حد أقل في البول. جميع نواتج الأيض أقل نشاطا من الدواء الأصلي أو غير نشطة تماما. عمر النصف للتخلص من الكابرجولين من جسم الإنسان يقدر ما بين63 إلى 68 ساعة في المرضى الذين يعانون من مرض الباركنسون، و79 إلى 115 ساعة في المرضى الذين يعانون من أورام الغدة النخامية. إن متوسط عمر النصف للتخلص منه هو 80 ساعة.
التأثير العلاجي لعلاج فرط إفراز برولاكتين الدم (Hyperprolactinemia) سوف يستمر عادة لمدة 4 أسابيع على الأقل بعد وقف العلاج.

## آلية العمل
كابرجولين ناهض طويل المفعول على مستقبلات الدوبامين D2 وتظهر الدراسات على الفئران في المختبر ان له تأثير مباشر مثبط على إفراز البرولاكتين من خلايا الاكتوتروف في الغدة النخامية.يقوم الكابرجولين بخفض مستوى البرولاكتين في مصل فئران ريسيربينيزيد.إن دراسات الارتباط على المستقبلات تشير إلى ان الكابرجولين له قدرة ارتباط منخفضة لمستقبلات الدوبامين D1 و α1-الادرينالي هو مستقبلات α2 الادريناليه.

## الاستخدامات
•	فرط إفراز برولاكتين الدم (Hyperprolactinemia)
•	علاج مرافق لأورام الغدة النخامية التي تفرز البرولاكتين (برولاكتينوماسprolactinomas)
•	كعلاج أحادي الدواء في المرحلة المبكرة لمرض الباركنسون.
•	تركيبة علاج، جنباً إلى جنب مع ليفودوبا (levodopa) ومثبط الديكاربوكسيلاز (decarboxylase) مثل كاربيدوبا ((carpidopaفي المراحل المتقدمة لمرض الباركنسون.
•	وفي بعض البلدان يستخدم أيضا: للفصام والاختلالات المرتبطة بفرط إفراز برولاكتين الدم hyperprolactinemia))(انقطاع الطمث (amenorrhea)، ندرة الطموث (oligomenorrhea)، غياب الاباضة (anovulation)، التهاب الثدي غير النفاسي (nonpuerperal mastitis)، ثَرُّ اللَّبَن (galactorrhea))؛
•	علاج ألياف الرحم.
•	علاج مرافق لتضخم عظام الأطراف، إن الكابرجولين له فاعلية منخفضة في خفض مستويات هرمون النمو وله فاعلية عالية في خفض فرط إفراز برولاكتين الدم الموجود عند20-30% من حالات تضخم عظام الأطراف؛ هرمون النمو والبرولاكتين متشابهين هيكلياً ولهماتأثيرمماثل في العديد من الأنسجة المستهدفة، ولذلك فإن استهداف البرولاكتين قد يساعد الأعراض عندما لا يكون التحكم بإفراز هرمون النمو بما فيه الكفاية بوسائل أخرى.
•	داء كوشينغ (Cushing's disease) – يمكن استخدام الكابرجولين لخفض مستويات (الهرمون الموجه لقشرة الكظر)ACTH وتسبب انحدار في أورام الغدد النخامية المنتجة ACTH[7].
•	أورام الغدد النخامية الأخرى- ;كابرجولين قد أثبت فعالية معينة في التحكم أو الحد من أنواع أخرى من أورام الغدد النخامية، فضلا عن أورام الغدد الصامتة أو غير الوظيفية.

## الاستخدامات غير الموافق عليها رسميا
في بعض الأحيان يستخدم كعامل مساعد لمضاداتالاكتئابSSRI (مثبط استرداد السيروتونين الانتقائي) كما أن هناك بعض الأدلة على أنه يصد بعض الآثار الجانبية لهذه الأدوية، مثل انخفاض الرغبة الجنسية وفقد هزة الجماع. كما أقترح على الإنترنتأن لديه إمكانية استخدام ترفيهية في خفض أو القضاء على دور الحران بعد هزة الجماع عند الذكور، مما يسمح للرجال تجربة عدة هزات قذفية في تعاقب سريع، وهناك دراسة علمية واحدة على الأقل تدعم هذه التكهنات. ويستخدم أيضا من قبل لاعبي كمال الأجسام للتحكم في التثدي الناجم عن مستويات البرولاكتين المرتفعة عن طريق استخدام المنشطات مثلالناندرولون. بالإضافة إلى ذلكهناك مراجعة منهجية ودراسة تحليلية توصلت إلى أن العلاج الوقائي باستخدام الكابرجولين يقلل من احتمالية حدوث، ولكنلايمنع الخطورة الناتجة عن متلازمة فرط تحفيز المبيض، دون المساسبنتائج الحمل في الإناثاللاتي يخضعن لدورات منشطة للإخصاب في الأنابيب (التلقيح الاصطناعي). كما وجدتدراسة على الفئران أن الكابرجولين يقلل من الاستهلاكالطوعي للكحول، على الاغلب عن طريق زيادة إنتاج العامل التغذوي العصبي للخلايا الدبقية GDNF في المنطقة السقيفية البطنية.(Ventral tegmental area)

## الاحتياطات وموانع الاستعمال
•	فرطالحساسية لمشتقات فطرالارغوت
•	الأطفال (لايوجد تجارب سريرية)
•	ضعف شديد في وظائف الكبدأوالركود صفراوي
•	استخدامه مع أدوية التي استقلابها الرئيسي عن طريقCYP P450مثلا لاريثروميسينوالكيتوكونازول، نظراًلزيادة مستويات البلازما للكابرجولين (على الرغم من أن الكابرجولين يتعرض للحدالأدنى من الاستقلاب عن طريقCYP450).
تحذير: الأمراض القلبية الوعائية الشديدة، مرض رينود، قرحة معدي اثناعشر، ونزيف الجهازالهضمي النشط، وانخفاض ضغط الدم.

## الحمل والرضاعة
لا يعرف سوى القليل نسبيا عن آثار هذا الدواء أثناء الحمل والرضاعة، وفي بعض الحالات قد يكون البروموكريبتينبديل للكابرجولين إذا كان الحمل متوقعا.
الحمل: تشير البيانات الأولية المتاحة إلى زيادة معدل التشوهات الخلقية إلى حد ما في المريضات اللواتي أصبحن حوامل في اثناء العلاج باستخدامالكابرجولين. ومع ذلك إحدى الدراسات خلصت إلى أن «تعرض الجنين إلى كابرجولين خلال المراحل الأولى من الحمل لا يؤدي إلى الزيادة في مخاطر الإجهاض أو تشوه الجنين».
الرضاعة: لقد وجد الكابرجولينفي لبن الأمفي الفئران. وحيث أنه ليس من المعروف إذا كان هذا الأثر يحدث فيالانسان أم لا، إلا ان الرضاعة الطبيعية لا ينصحبها عادة عندما يكون العلاج ضروري.
الفطام من الرضاعة: في بعض البلدان كابرجولين (Dostinex®) يستخدم أحياناً في الفطام من الرضاعة. وهو يستخدم أيضافي الطب البيطري لعلاج الحمل الكاذب في الكلاب.

## الآثار الجانبية
الآثار الجانبية في الغالب تعتمد على الجرعة، وقد ذكرت أشدها خطورة عند استخدام الكابرجولين في علاج مرض الباركنسون وايضا (استخدام غير ذلك الذي تم الموافقة عليه رسميا) لمتلازمة تململ الساق التي عادة ما تتطلب جرعات عالية جداً. وتعتبر الآثار الجانبية خفيفة عندما تستخدم لعلاج فرط إفراز برولاكتين الدم (Hyperprolactinemia) وغيرها من اضطرابات الغدد الصماء أو الجهاز التناسلي حيث أن الجرعة النموذجية أصغر من 10- 100مرة من المستخدمة لمرض باركنسون.
إن الكابرجولين يتطلب زيادة الجرعة بشكل بطيء (2-4 أسابيع لعلاج فرط إفراز برولاكتين الدم (hyperprolactinemia)، وتكون هذه المدة أطول للحالات الأخرى) للتقليل من الآثار الجانبية. إن التوافر البيولوجي الطويل للغاية للدواءمن الممكن أن يعقد نظامالجرعات أثناء زيادة الجرعة ويتطلب احتياطات خاصة.
يعتبر كابرجولين أفضل خيار محتمل لعلاج فرط إفراز برولاكتين الدم hyperprolactinemiaعلى الرغم منأنكويناجولين quinagolide الأحدث والأقل اختبارا من الممكن أن يسبب نفس الآثار الجانبية مع وقت أسرع في زيادة الجرعة.
شارك حوالي200 من المرضى الذين تم تشخيصهم حديثا بمرض الباركنسون في دراسة سريرية استخدم فيها الكابرجولين كعلاج أحادي الدواء. وقد ذكر تسعة وسبعون في المائة أثر جانبي واحد على الأقل. وكانت هذهالآثار الجانبية أساسا خفيفة أو متوسطة:
•	الجهاز الهضمي: الآثار الجانبية كانت متكررة بشكل كبيرجداً. وقد حصلت مع ثلاثة وخمسين في المئة من المرضى.المتكررة جدا هي: الغثيان (30%)، والإمساك)22%)، وجفاف الفم (10%)، المتكررة: تهيج المعدة (7%)، والقيء) 5% (، وعسر الهضم (2%).
•	الاضطرابات النفسية والجهاز العصبي المركزي: 51 في المئة من المرضى قد تأثروا بالإجمال. المتكررة جداً: اضطرابات النوم (النعاس 18%، والأرق 11%)، والدوار (27%)، والاكتئاب (13%). المتكررة: خلل الحركة (4%) والهلوسة (4%).
•	القلب والأوعية الدموية: إن مايقارب 30 بالمئة من المرضى قد يعانون من هذه الآثار الجانبية. الأكثر شيوعاً كانت انخفاض ضغط الدم (10%)، وذمة طرفية (14%) و) وذمة غير محددة 2% .(تمت مصادفة عدم انتظام ضربات القلبفي 4.8 %من الحالات، خفقان في 4.3%، والذبحة الصدرية في1.4%.
وفي دراسة مكونة من2000 مريض استخدم فيها الكابرجولين مع الليفودوبا في علاج المرضى كان فيها وقوع وشدة الآثار الجانبية مماثلاًلاستخدام الكابرجولين كعلاج أحادي.إن الآثار الجانبية التي يواجهها المريض قد تتطلب إيقاف الكابرجولين في 15% من المرضى. والاثار الجانبية الأخرى كانت حالات نادرة من الآثار الجانبية تحدث في الدم، وزيادة عرضية في إنزيمات الكبد أوكرياتينين المصلدونعلامات أو أعراض.
وكما هو الحال مع غيرها من مشتقات الارغوت، فقد نرى التهاب الجنبة ومرض الجنبة النضحي، تليف الجنبة، تليف الرئة، والتهاب التأمور. وقد تحدث هذه الآثار الجانبية في أقل من 2% من المرضى. وهي تتطلب الإنهاءالفوري للعلاج. ويكون التحسن السريريوعودة نتائج الأشعة السينية إلى الوضع الطبيعي بعد سحب الكابرجولين ويبدو أن الجرعة المستخدمة عادة لعلاجفرط إفراز برولاكتين الدم (hyperprolactinemia) منخفض جداً لتسبب هذا النوع من الآثار الجانبية.

### أمراض صمامات القلب
في دراستين نشرت في «مجلة نيو إنجلاند للطب» في 4يناير2007، كان الكابرجولين متورط جنبا إلى جنب مع البيرجولايد pergolide في التسبب في أمراض صمامات القلب [نتيجة لذلك، أزالت إدارة الغذاء والدواء الأمريكية pergolide من السوق الأمريكي يوم 29مارس 2007. وحيث أنه لم تتم الموافقة على الكابرجولين في الولايات المتحدة لمرض الباركنسون ولكن بقي لعلاجفرط إفراز برولاكتين الدم (hyperprolactinemia)، لذلك بقي في السوق الأمريكي. إن الجرعات المنخفضة المستخدمة لعلاج فرط إفراز برولاكتين الدم hyperprolactinemia قد وجدت أنها لم ترتبط مع أمراضصمامات القلب أوارتجاع في صمام القلب.

## التفاعلات
لم يلاحظ أي تفاعلات مع الليفودوبا (levodopa)أو سيليجيلين.(Selegiline) ولا ينبغي أن يقترن الكابرجولين مع مشتقات الارغوتالأخرى.إن الأدوية المثبطة للدوبامين مثل مضادات الذهانوالميتوكلوبرامايد metoclopramide تعادل بعض تأثيراتالكابرجولين، وينبغي مراقبة استعمال الأدوية الخافضة للضغط بشكل مكثف لأنه قد يؤدي إلى انخفاض ضغط الدم بصورة مفرط بسبب الجمع بين هذه الأدوية.

## الجرعة
- مرض الباركنسون: أحاديالدواء: الجرعة الأولى ينبغي أن تكون 0.5ملغ يوميا. الجرعة المعتادة 2 إلى 4 ملغ يوميا. علاجمركب: عادة ما تكون 2 إلى 6 مجم يوميا.
- أورام الغدة النخامية وغيرها من حالات فرط إفراز برولاكتين الدم: في البداية 0.5ملغ أسبوعيا، وببطء زد الجرعة 4.5 ملغأسبوعيا، إذا لزم الأمر.
- الفطام: وفقا لخطة العلاج المحددة.

## التصنيع

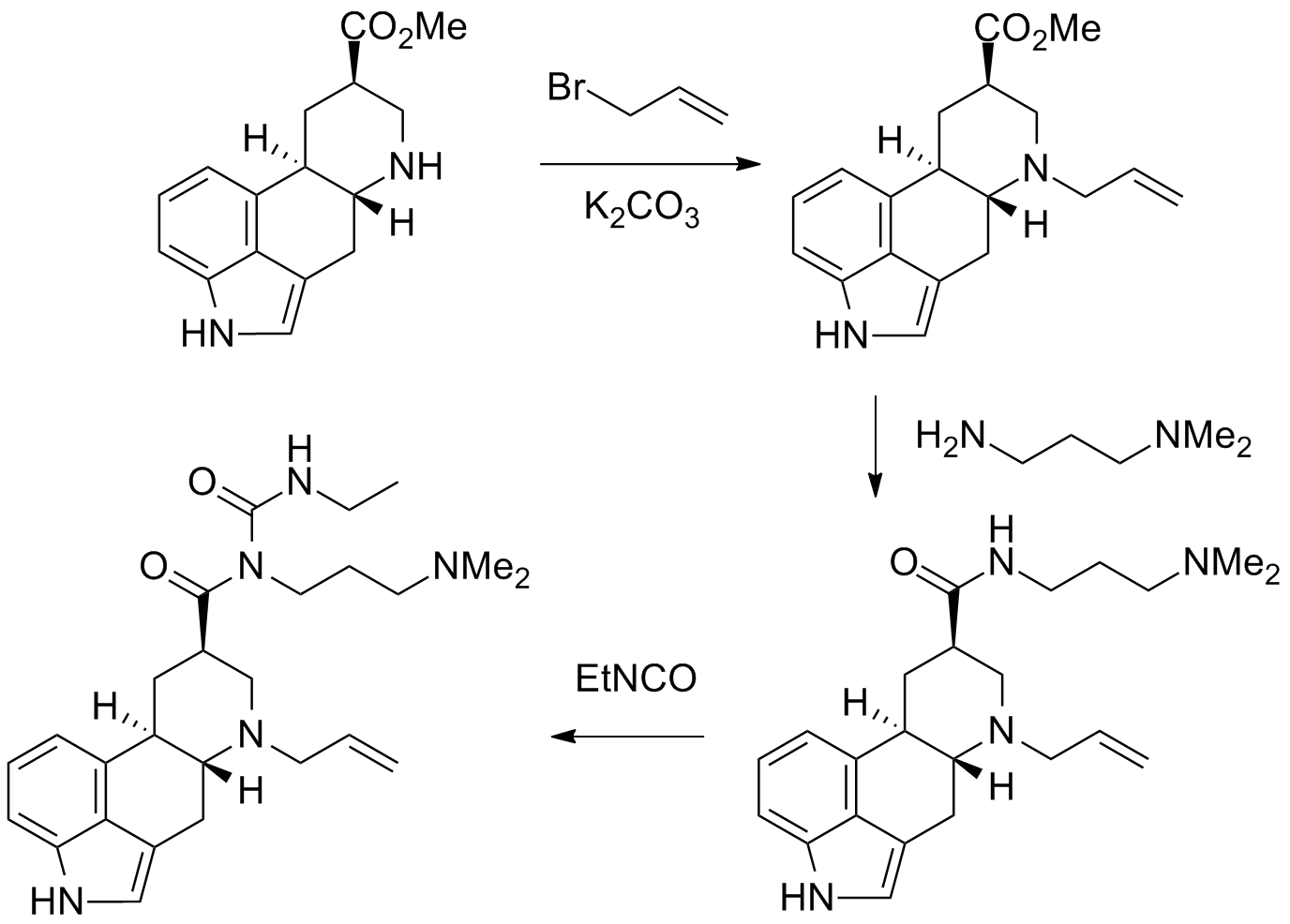

- PROCESS FOR THE PREPARATION OF CABERGOLINE EA 200601628 (2007).
- PROCESS AND INTERMEDIATES FOR PRODUCTION OF CABERGOLINE AND RELATED COMPOUNDS WO 02085902 (2002).
- Serradell, M.N.; Azccheo, T.; Castaner, J.; Castaner, R.M.; Giudici, D.; Cabergoline. Drugs Fut 1987, 12, 9, 842.